# Bradley Beal
Bradley Emmanuel Beal Sr. (født d. 28. juni 1993) er en amerikansk professionel basketballspiller, som spiller for NBA-holdet Phoenix Suns. Han har været på All-Star holdet tre gange i hans karriere.

## Klubkarriere

### Washington Wizards
Beal blev draftet af Washington Wizards med det tredje valg i 2012 draften. Beal etablerede sig hurtigt som en god scorer i ligaen. Hans første par år i ligaen var dog også skadesplaget, især i 2014-15 og 2015-16 sæsonenerne, som begrænsede hans spilletid.
Beals gennembrud kom i 2016-17 sæsonen, hvor hans scoring gik fra 17 til 23 point per kamp. Han fortsatte dette gode spil ind i 2017-18 sæsonen, hvor han for første gang blev inkluderet på All-Star holdet. Beal fortsatte sin gode udvikling over de næste sæsoner, og i 2019-20 sæsonen scorede han 30,5 point per kamp på sæsonen.
Skader har dog været et tilbagevendende problem for Beal, og hans effektivtet og spilletid dalede som resultat i 2021-22 og 2022-23 sæsonerne.

### Phoenix Suns
Beal blev den 24. juni 2023 traded til Phoenix Suns som del af en aftale der sendte Chris Paul til Wizards.